# 管大勋
管大勳（1530年—？），字世臣，號慕雲，浙江寧波府鄞縣人，民籍，明朝政治人物。

## 生平
嘉靖三十七年（1558年）戊午科浙江乡试第二名举人，四十四年（1565年）中式乙丑科会试第一百八十三名，三甲第五十六名進士。礼部观政，改翰林院庶吉士，隆庆元年（1567年）三月授礼科给事中，八月升刑科右给事中，二年二月升礼科左给事中，三年二月升临江府知府，六年三月升四川按察司副使，万历三年（1575年）十一月调延平府知府，八年正月升湖广按察司副使，十一年二月升广西布政使司参政，十三年十一月升广东按察使，十五年三月升广西右布政使，十七年正月升广西左布政使，四月丁忧。十九年十一月復除福建左布政使，二十二年升南京光禄寺卿，二十三年告病归。

## 家族
曾祖管俊；祖父管淳；父管植，贈知府。母徐氏（贈恭人）；繼母孫氏。兄管大熙（庠生），弟管大燾、管大照（庠生）。